# Helicochetus gregorii
Helicochetus gregorii är en mångfotingart som först beskrevs av Pocock 1896.  Helicochetus gregorii ingår i släktet Helicochetus och familjen Odontopygidae. Inga underarter finns listade i Catalogue of Life.